# Parque nacional de Bandai-Asahi
El parque nacional Bandai-Asahi (磐梯朝日国立公園, Bandai Asahi Kokuritsu Kōen) es un parque nacional en la región de Tōhoku, Honshū, Japón. El emplazamiento del parque se encuentra a caballo entre las prefecturas de Fukushima, Yamagata y Niigata. El parque fue designado como parque nacional el 5 de septiembre de 1950. El parque abarca 186.404 ha de terreno (el tercer parque nacional más grande de Japón, y consta de tres unidades independientes: la región de Dewasanzan-asahi, la región de Iide y la región de Bandaiazuma-Inawashiro.

## Región de Dewasanzan-Asahi
La Región de Dewasanzan-Asahi es la unidad más septentrional del parque. La parte septentrional de la Región está formada por las montañas llamadas las Tres Montañas de Dewa (出羽三山, Dewasanzan). La parte sur de la región reside en la cordillera de Asahi. La Ruta Nacional 112 separa estas dos zonas montañosas.

### Dewasanzan
Las Tres Montañas de Dewa se refieren al monte Gassan, al monte Haguro y al monte Yudono, que reside aproximadamente en el centro de la prefectura de Yamagata. El nombre "Dewa" hace referencia al nombre de la antigua provincia, actual prefectura de Yamagata y Akita. La cordillera es un divisor natural entre las dos principales zonas llanas presentes en la prefectura: la región de Shōnai al oeste y la cuenca de Yamagata al este. Las montañas han sido consideradas como una zona sagrada para la religión del Shugendō y han atraído a muchos visitantes para peregrinar a los santuarios situados en sus cimas y a los ermitaños ascetas de la montaña japonesa que practican la estricta doctrina. Aunque el lugar atrae a un número considerable de visitantes, la mayoría de ellos son turistas que no practican las enseñanzas del Shugendō. El monte Gassan es un estratovolcán y se eleva a la altura de 1984 m. La zona contiene pantanos y bosques subalpinos con muchas plantas que crecen en los prados alpinos, como el usagi-giku (arnica unalaschcensis), y animales raros como el armiño y el acentor alpino. El renombrado poeta de haiku Matsuo Bashō hizo un haiku en este lugar durante su viaje Oku no Hosomichi en 1689: 
雲の峰幾つ崩れて月の山
Kumo no mine/ ikutsu kuzure te/ tsuki no yama
El lugar también atrae a muchos esquiadores en invierno y a algunos que quieren disfrutar del deporte hasta mediados de julio.

### Cordillera de Asahi
La cordillera de Asahi está situada en la frontera entre la prefectura de Niigata y la de Yamagata y constituye el segmento más septentrional de la cordillera de Echigo. El pico principal, el Ōasahi Dake, se eleva a 1.870 m sobre el nivel del mar y está clasificado entre las 100 Montañas Famosas de Japón. La cordillera es un macizo que se extiende 60 km de norte a sur y 30 km de este a oeste. Es uno de los lugares donde más nieva de Japón, y los mantos de nieve permanecen en verano. Las montañas presentan profundos cañones con plantas alpinas en sus crestas y prístinos bosques de hayas japonesas en sus laderas inferiores. 
El nacimiento del río Sagae, famoso por sus aguas claras, se encuentra en la parte de la prefectura de Yamagata. El río, un afluente del río Mogami, sale de Ōasahi Dake hacia el norte y cambia de curso hacia el este después de pasar la presa de Sagae. La carretera nacional 112 y la autopista de Yamagata discurren paralelas al río. La enorme presa llega hasta los 112 m de altura, la mayor de la prefectura, y comenzó a funcionar en 1990. Antes de su construcción, la negociación sobre el tema de la reubicación entre el gobierno y los residentes descarriló, y pasaron 19 años desde la planificación inicial hasta el inicio de su funcionamiento. El embalse de Gassan tiene una superficie de 340 ha y cuenta con una gran población de ayu, trucha arco iris, salvelino y seema. El embalse está equipado con la Gran Fuente del Embalse de Gassan, desde la que el agua puede alcanzar hasta 112 m de altura. De abril a noviembre, la fuente lanza agua una vez cada hora entre las 10 y las 17 horas. El pueblo de Sage es el escenario de la serie dramática de la NHK Oshin.
Un bosque caducifolio formado principalmente por hayas japonesas cubre las montañas hasta los 1200 m de altitud. La vegetación cambia a arbustos a partir de los 1200 m. La zona, designada como refugio de vida salvaje por el gobierno en 1984, está habitada por una gran variedad de animales, como el lirón japonés, el serow japonés, el oso negro asiático, el águila real, el águila de montaña, el azor y el halcón peregrino.

## Región de Iide
La región de Iide es la unidad suroccidental del parque.
La cordillera de Iide comprende la parte norte de la cordillera de Echigo. La mayor masa de tierra de la cordillera es el macizo de Iide y está rodeado por el río Arakawa al norte, la carretera nacional 121 al este, el río Agano al sur y la llanura de Echigo al este. Desde la cordillera son visibles en días soleados la cordillera de Asahi, el monte Azuma y la cuenca de Aizu, el monte Nasu y el mar de Japón. El pico más alto es el monte Dainichi, de 2128 m de altura, seguido de otros picos de 2000 m: Monte Iide (2105 m), Monte Eboshi (2017 m), Monte Kitamata (2025 m) y Monte Onishi (2013 m). La cordillera cuenta con senderos fácilmente accesibles por sus cuatro costados, pero en muchos de sus picos permanecen durante todo el año grandes mantos de nieve, por lo que a veces se les llama los Alpes de Tōhoku. El lugar también llama la atención por la floración de sus flores alpinas. El monte Iide figura entre las 100 Montañas Famosas de Japón.
El monte Iide también es famoso como lugar sagrado para la religión ascética del Shugendō junto con las Tres Montañas de Dewa. En 652, En no Ozunu comenzó la práctica de las enseñanzas en esta montaña, desde entonces muchos Yamabushi han visitado este lugar. Durante el periodo Meiji, el Santuario Iide situado en la cima era venerado por los residentes locales. Hasta la Guerra del Pacífico, la subida a la montaña estaba prohibida a las mujeres. En la región existía la costumbre local de considerar hombres adultos sólo a los que subían a la montaña antes de los 15 años.

## Región de Bandaiazuma-Inawashiro
La región de Bandaiazuma-Inawashiro es la unidad sureste del parque.

## Centros de visitantes

### Centro de visitantes de Gassan
El Centro de Visitantes de Gassan se encuentra en la zona de Dewasanzan. Se tarda una hora desde Sakata y cuarenta minutos desde Tsuruoka en coche. En autobús, hay que tomar el autobús Shōnai Kōtsu que se dirige a la cumbre del monte Haguro en la estación JR de Tsuruoka durante 50 minutos y bajarse en el templo Arasawa. El centro puede proporcionar información sobre los paisajes, la geografía, la geología, la flora y la fauna, y el medio ambiente de la región. El edificio contiene exposiciones y un teatro donde se proyectan diapositivas.